# Afroceto martini
Espèce
Synonymes
- Ceto martini Simon, 1897
- Cetonana martini (Simon, 1897)
- Ceto curvipes Tucker, 1920
- Ceto tridentata Lessert, 1923
- Ceto simoni Lawrence, 1942

Afroceto martini est une espèce d'araignées aranéomorphes de la famille des Trachelidae.

## Distribution
Cette espèce se rencontre en Afrique du Sud, au Lesotho et en Tanzanie,.

## Description
Les mâles mesurent de 3,68 à 7,20 mm et les femelles de 4,80 à 7,60 mm.

## Étymologie
Cette espèce est nommée en l'honneur de Ch. Martin.

## Publication originale
- Simon, 1897 : Études arachnologiques. 27e Mémoire. XLII. Descriptions d'espèces nouvelles de l'ordre des Araneae. Annales de la Société entomologique de France, vol. 65, p. 465-510 (texte intégral).